# Onychomyini
Onychomyini – plemię ssaków z podrodziny nowików (Neotominae) w obrębie rodziny chomikowatych (Cricetidae).

## Zasięg występowania
Plemię obejmuje gatunki występujące Ameryce Północnej.

## Podział systematyczny
Do plemienia należy jeden występujący współcześnie rodzaj:
- Onychomys S.F. Baird, 1857 – pasikoniszka

Opisano również rodzaj wymarły:
- Acrolophomys Kelly & Whistler, 2014 – jedynym przedstawicielem był Acrolophomys rhodopetros Kelly & Whistler, 2014